# Souba
Souba è un comune rurale del Mali facente parte del circondario di Ségou, nella regione omonima.
Il comune è composto da 27 nuclei abitati:
- Bolenkan
- Diaban
- Djonfola
- Dongoni
- Falékolonbala
- Falémana-Wèrè
- Falenta
- Fantanbougou-Bambara
- Fantanbougou-Wèrè
- Gangué
- Hamdallaye
- Kamiti
- Kangola
- Kassé

- Kodiani-Wèrè
- Magnambougou
- Mainbougou
- Mogola
- Mogola-Wèrè
- Nèguèbougou
- Sagni
- Siratiguibougou
- Son
- Soribougou
- Souba
- Tienlé
- Wolokoro